# ポール・ロワイヤル文法
ポール・ロワイヤル文法（フランス語: Grammaire de Port-Royal　出版題: フランス語: Grammaire générale et raisonnée contenant les fondemens de l'art de parler, expliqués d'une manière claire et naturelle（一般・理性文法、附　明確で流暢な説明での話術の基礎））は、言語哲学における先駆的著作である。

## 概説
アントワーヌ・アルノーとクロード・ランスロの手になる著作で、ポール・ロワイヤル論理学の言語学側の対をなす。ポール・ロワイヤル文法という通称は、両者が属していたジャンセニスムの中心であったポール・ロワイヤル修道院にちなんでいる。
本書の主題は「文法とは、単純に、精神活動の一部であって、精神活動とは普遍的なものである；すなわち、文法は普遍的である」ということを論ずることにある。
本書は、ルネ・デカルトの『精神指導の規則』（羅: Regulae ad directionem ingenii）につよい影響を受けており、ノーム・チョムスキーによってデカルト派言語学の最良のものという評価を受けている。

## 日本語訳
- 『ポール・ロワイヤル文法 : 一般・理性文法』南舘英孝訳、大修館書店、1972年、再版1982年。NCID BN00695655